# Faina Ranevskaja

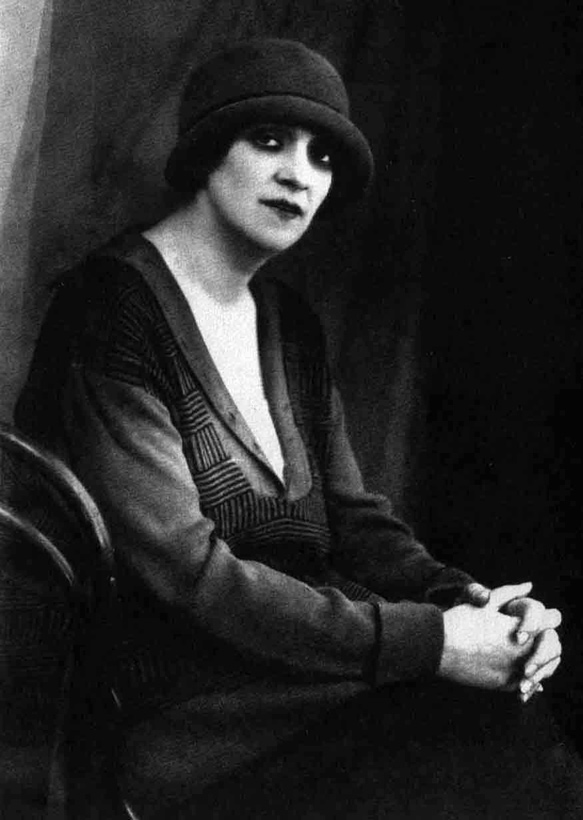

Faina Georgijevna Ranevskaja (Russisch: Фаина Георгиевна Раневская) (Taganrog, 27 augustus 1896 - Moskou, 19 juli 1984) was een Russisch actrice, die algemeen wordt gezien als een der grootsten van de twintigste eeuw. Zij speelde in toneelstukken van onder anderen Anton Tsjechov, Ivan Krylov en Maksim Gorki. Het grote publiek kent haar vooral van haar films.

## Jeugd
Geboren als Faina Girschevna Feldman (Russisch: Фаи́на Ги́ршевна Фе́льдман) groeide ze op in een welgesteld Europees georiënteerd gezin. Haar vader was hoofd van de plaatselijke synagoge en eigenaar van een aantal bedrijven, haar moeder was een groot bewonderaarster van kunst en cultuur; zij had met name een sterke voorliefde voor Tsjechov en droeg dit over op haar dochter. In haar jeugd doorliep zij het gymnasium. Op haar veertiende kwam ze in aanraking met het theater. Na het gymnasium volgde ze enkele jaren privé-lessen in muziek, zang en vreemde talen.

## Theater
Een bezoek in Moskou aan een voorstelling van De kersentuin had een cruciale invloed op haar. Aan dit toneelstuk ontleende zij het pseudoniem Ranevskaja (later zou ze haar achternaam officieel laten veranderen). Toen zij aan haar ouders vertelde dat ze actrice wilde worden, veroorzaakte dit een schandaal binnen de familie. In 1915 verbrak zij de familierelaties en vertrok ze naar Moskou, vastberaden om te slagen als actrice. Haar familie emigreerde in 1917 naar de Verenigde Staten, Faina bleef. In Moskou begon ze onderaan de ladder, als figurant in massascènes. Zij leerde onder andere Marina Tsvetajeva, Osip Mandelstam en Vladimir Majakovski kennen en raakte zodoende bekend in artistieke kringen. Haar ontmoeting met Vladimir Katsjalov, een toen al gevierd acteur, was van belang voor het verloop van haar carrière. Zij werkte door heel Rusland, in onder andere Kertsj, Rostov aan de Don, Smolensk, Bakoe en Archangelsk. Nadat de Sovjet-Unie een feit was, maakte zij deel uit van een rondreizend toneelgezelschap dat als taak had de Sovjet-boodschap te verkondigen en te bestendigen.

## Film
In 1931 sloot Ranevskaja zich aan bij het Camera Theater. De stomme film Pysjka, gebaseerd op de novelle Boule de Suif van Guy de Maupassant betekende haar debuut als filmactrice. Een andere Franse schrijver, Romain Rolland, zag de film toen hij de Sovjet-Unie in de jaren 30 bezocht. Van alle acteurs en actrices in de film was hij het meest geporteerd van Ranevskaja. Rolland zorgde ervoor dat Pysjka in een aantal Franse bioscopen vertoond werd. De film werd een commercieel succes, hetgeen bijdroeg aan de groeiende faam van Ranevskaja. Midden jaren 30 was Ranevskaja inmiddels een gevierd actrice. Ze speelde onder andere in het Centrale Theater van het Rode Leger, het Majakovski Theater, het Poesjkin Theater en het Mossovjet Theater, waar zij werkte met Joeri Zadavski. In de jaren veertig speelde zij in zo'n 15 films, terwijl de jaren vijftig en zestig met name aan theater gewijd waren.

## Waardering en receptie
In 1949 kreeg ze staatsprijzen voor haar theaterprestaties. In 1951 kreeg ze een prijs voor haar acteerwerk in de film Zij hebben hun vaderland. In 1961 volgde de zeer hoge onderscheiding "Nationaal Artiest van de Sovjet-Unie". Ranevskaja stierf in 1984 en werd begraven in de Donskoj-begraafplaats te Moskou. Op haar tweede sterfdag werd haar geboortehuis in Taganrog voorzien van een muurplastiek.
Ranevskja speelde uiteindelijk in 25 films van uiteenlopende pluimage, met een zwaartepunt in het komediegenre. Behalve van haar rol in Pyshka is ze bekend geworden van rollen in onder meer Metsjta (Droom, 1941), Vesna (Lente, 1947) en Zolusjka (Assepoester, 1947).
Ranevskja was een flamboyante vrouw en kon zich als grande dame, wellicht meer dan de gemiddelde Sovjet-burger, pittige uitspraken permitteren. Veel van haar uitspraken zijn gevleugelde gezegdes geworden en opgenomen in het Russische idioom.

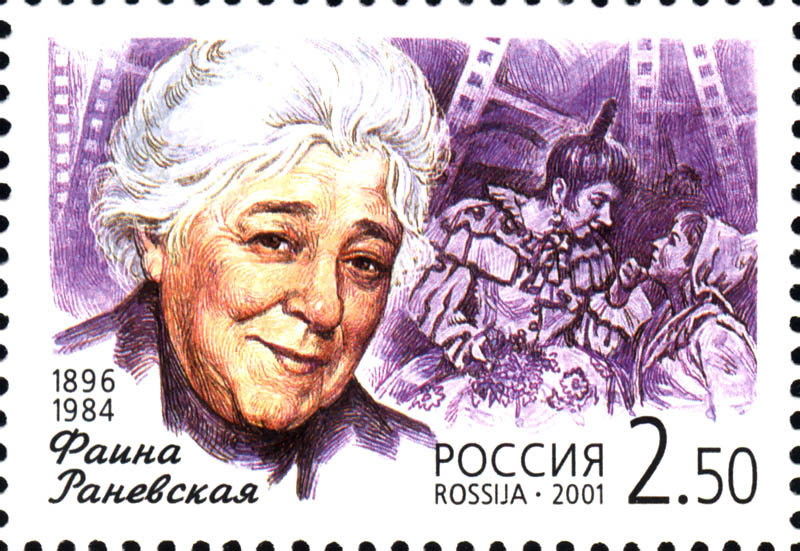
Ranevskaja op een postzegel (2001)
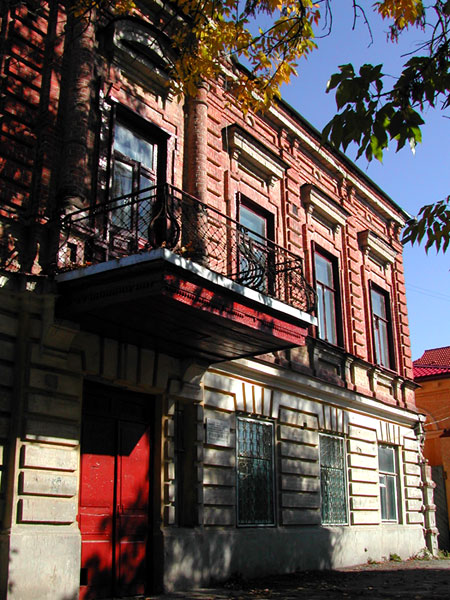
Geboortehuis van Ranevskaja